# (73955) Asaka
(73955) Asaka – planetoida z pasa głównego asteroid okrążająca Słońce w ciągu 5,57 lat w średniej odległości 3,14 j.a. Została odkryta 22 października 1997 roku. Przed nadaniem nazwy planetoida nosiła oznaczenie tymczasowe (73955) 1997 UE21.